# Вајт Свон (Вашингтон)
Вајт Свон (енгл. White Swan) насељено је место без административног статуса у америчкој савезној држави Вашингтон у округу Јакима. Број становника био је 789 на попису 2020. године.

## Историја
Вајт Свон је неинкорпорирана заједница која се налази на резервату Индијанаца Јакама, вјероватно названа по главном бијелом лабуду Јакамамаса око почетка 20. вијека. Град је био на аутопуту према планини Адамс (копнени пут између Јакима и Далса почев од 1850-их година) између Јунион Гапа и Форт Симка. У септембру 1921. године, хришћанска црква (Христови ученици) отворила је индијску хришћанску мисију Јакима. Године 1967. бивши објекти за бригу о дјеци Мисије изнајмљени су корпорацији Сандаун М. Користећи регистровани бренд стоке Мисије (од година када је посједовао стоку), ранч корпорације Сандаун М је почео да служи опорављајући алкохоличаре од 1968. године. PacifiCorp је први пут увео струју у заједници 1928. године. Библиотека Вајт Свона (огранак регионалне библиотеке Јакима Вали) основана је 1947. године. Премјештена је у донирани објекат 1969. године, гдје стоји и данас. Вајт Свон је дио школског округа Mt Adams School District #209 и дом средње школе Вајт Свон. Град никада није формално инкорпориран.

## Географија
Према Биро за попис становништва Сједињених Америчких Држава, Вајт Свон има укупну површину од 103.3 квадратних миља (267.6 km2), све то земљиште. 

### Клима
Овај регион доживљава топла (али не и врућа) и сува љета, без просјечних мјесечних температура изнад 71,6 ° Ф.  Према систему Кепеновој класификацији климе, Вајт Свон има топлу летњу медитеранску климу, скраћено "Csb" н.
| Клима Вајт Свон             | Клима Вајт Свон | Клима Вајт Свон | Клима Вајт Свон | Клима Вајт Свон | Клима Вајт Свон | Клима Вајт Свон | Клима Вајт Свон | Клима Вајт Свон | Клима Вајт Свон | Клима Вајт Свон | Клима Вајт Свон | Клима Вајт Свон | Клима Вајт Свон |
| Показатељ \ Месец           | .Јан.           | .Феб.           | .Мар.           | .Апр.           | .Мај.           | .Јун.           | .Јул.           | .Авг.           | .Сеп.           | .Окт.           | .Нов.           | .Дец.           | .Год.           |
| --------------------------- | --------------- | --------------- | --------------- | --------------- | --------------- | --------------- | --------------- | --------------- | --------------- | --------------- | --------------- | --------------- | --------------- |
| Апсолутни максимум, °C (°F) | 19 (66)         | 21 (70)         | 27 (80)         | 33 (92)         | 38 (100)        | 40 (104)        | 44 (111)        | 42 (107)        | 37 (98)         | 32 (90)         | 23 (74)         | 18 (64)         | 44 (111)        |
| Максимум, °C (°F)           | 2,7 (36,9)      | 7,9 (46,2)      | 13,4 (56,1)     | 18,4 (65,1)     | 23,3 (73,9)     | 26,7 (80,1)     | 31,2 (88,1)     | 30,2 (86,4)     | 25,7 (78,3)     | 18,8 (65,8)     | 9,7 (49,4)      | 5,3 (41,5)      | 18 (64)         |
| Минимум, °C (°F)            | −6,8 (19,8)     | −3,2 (26,3)     | −0,3 (31,5)     | 2,5 (36,5)      | 5,6 (42,1)      | 9 (48)          | 10,9 (51,7)     | 10,1 (50,1)     | 7,3 (45,2)      | 2,3 (36,2)      | −2 (29)         | −3,8 (25,1)     | 2,7 (36,8)      |
| Апсолутни минимум, °C (°F)  | −34 (−30)       | −31 (−24)       | −16 (3)         | −8 (17)         | −4 (24)         | −1 (30)         | 1 (33)          | 1 (34)          | −6 (22)         | −12 (10)        | −17 (1)         | −29 (−20)       | −34 (−30)       |
| Количина падавинаmm (in)    | 38 (1,5)        | 30 (1)          | 16,3 (0,64)     | 13,5 (0,53)     | 7,4 (0,29)      | 14,5 (0,57)     | 5 (0,2)         | 5,6 (0,22)      | 6,1 (0,24)      | 13 (0,51)       | 28,2 (1,11)     | 42,9 (1,69)     | 216,2 (8,51)    |
| Количина снега, cm (in)     | 29,7 (11,7)     | 8,9 (3,5)       | 3,3 (1,3)       | 0 (0)           | 0 (0)           | 0 (0)           | 0 (0)           | 0 (0)           | 0 (0)           | 0,3 (0,1)       | 6,4 (2,5)       | 27,2 (10,7)     | 75,7 (29,8)     |
| Дани са падавинама          | 7               | 6               | 4               | 3               | 2               | 3               | 1               | 2               | 2               | 3               | 6               | 8               | 47              |
| Извор:                      |                 |                 |                 |                 |                 |                 |                 |                 |                 |                 |                 |                 |                 |

## Демографија
По попису из 2010. године број становника је 793, што је 2.24 (-73,9%) становника мање него 2000. године.
Од пописа из 2000. године,ref name="GR2">„U.S. Census website”. United States Census Bureau. Приступљено 2008-01-31.</ref> било је 3.033 људи, 775 домаћинстава и 658 породица које живе у Вајт Свону. Густина насељености била је 29,4 људи по квадратној миљи (11,3 / km2). Било је 831 стамбених јединица у просјечној густини од 8,0 / ск ми (3,1 / km2). Расни састав Вајт Свона био је 26,24% бијелаца, 0,30% Афроамериканаца, 59,28% Индијанаца, 0,26% Азијата, 0,03% становника Пацифичких острва, 8,14% из других раса и 5,74% из двије или више раса. Хиспаноамериканци или Латиноамериканци било које расе били су 15,99% становништва.
Било је 775 домаћинстава, од којих је 49,4% имало дјецу млађу од 18 година која живе са њима, 55,2% су били брачни парови који живе заједно, 18,6% је имало женског домаћина без мужа, а 15,0% су биле не-породице. 10 ,8 % свих домаћинстава чинили су појединци, а 4,0% је имало некога ко је живио сам и имао 65 година или старији. Просјечна величина домаћинства била је 3,91, а просјечна величина породице 4,15. 
У Вајт Свону, становништво је било распоређено, са 40,0% млађих од 18 година, 9,9% од 18 до 24, 26,4% од 25 до 44, 18,0% од 45 до 64 године и 5,7% који су били старији од 65 година. Средња старост била је 25 година. На сваких 100 жена, било је 102,3 мушкараца. На сваких 100 жена старијих од 18 година, било је 101,4 мушкараца.
Средњи приход за домаћинство у Вајт Свону био је 35,189 долара, а средњи приход за породицу био је 35,333 долара. Мушкарци су имали средњи приход од $ 31,250 у односу на $ 22,763 за жене. Приход по глави становника за Вајт Свон био је $ 10,623. Око 23,8% породица и 27,0% становништва било је испод границе сиромаштва, укључујући 30,4% оних млађих од 18 година и 21,7% оних старијих од 65 година. 
| Група             | 2000.       | 2010.       |
| Белци             | 674 (22,2%) | 65 (8,2%)   |
| Афроамериканци    | 9 (0,3%)    | 1 (0,1%)    |
| Азијати           | 8 (0,3%)    | 1 (0,1%)    |
| Хиспаноамериканци | 485 (16,0%) | 101 (12,7%) |
| Укупно            | 3.033       | 793         |